# Biometrika
Biometrika ist ein begutachtetes wissenschaftliches Journal im Bereich der theoretischen Statistik.

## Geschichte
Biometrika wurde 1901 durch Francis Galton, Karl Pearson und Walter Weldon gegründet. Der Name wurde von Pearson gewählt, aber Edgeworth bestand darauf, dass er mit „k“ und nicht mit „c“ buchstabiert wurde. Das Journal war zunächst auf Biostatistik, der statistischen Analyse biologischer Phänomene, ausgerichtet und in der Anfangszeit waren auch die Biologen Charles Davenport und Raymond Pearl beteiligt. 1930 war Biometrika ein Journal für statistische Theorie und Methodologie.
Während Galtons Rolle im Journal mehr die eines Förderers war, wurde es durch Pearson und Weldon aktiv betrieben. Nach Weldons Tod 1906 war Pearson der alleinige Herausgeber bis zu seinem Tod 1936. Nach seinem Tod wurde sein Sohn Egon Pearson der neue Herausgeber bis 1966. Für die nächsten 25 Jahre war dann David Cox der Herausgeber. Damit hatte Biometrika in seinen ersten 65 Jahren nur drei und in den ersten 90 Jahren nur vier Herausgeber.
Die erste Ausgabe enthielt ein klares Ziel:

It is intended that Biometrika shall serve as a means not only of collecting or publishing under one title biological data of a kind not systematically collected or published elsewhere in any other periodical, but also of spreading a knowledge of such statistical theory as may be requisite for their scientific treatment.

Das Journal sollte sich auf fünf Themen konzentrieren:
- Artikel zur Variation, Vererbung und Selektion in Tieren und Pflanzen, basierend auf der Untersuchung einer großen Anzahl von Objekten
- Entwicklungen der für die Analyse von biologischen Problemen nützlichen statistischen Theorie
- numerische Tabellen und Grafiken zur Vereinfachung von statistischen Berechnungen
- Zusammenfassungen von Artikeln zu diesen Themenbereichen, die in anderen Journalen publiziert wurden
- kurze Artikel zu aktueller biometrischer Arbeit und ungelösten Problemen.

Während die ersten Ausgaben viele Artikel zu biologischen Themen enthielten, verlagerte sich der Fokus später auf Statistik: „journal of statistics in which emphasis is placed on papers containing original theoretical contributions of direct or potential value in applications“. Von den fünf formulierten Themen blieben also nur das zweite und das dritte, meist jedoch losgelöst von seinen biologischen Wurzeln. Zu dem hundertjährigen Geburtstag von Karl Pearson schrieb J. B. S. Haldane über ihn, er sei wie Columbus, der nach China auszog, aber Amerika entdeckte. Zum hundertjährigen Jubiläum des Journals wurde ein Jubiläumsband mit Artikeln aus Sonderausgaben und einer Auswahl von klassischen Artikeln aus den Jahren 1939–71 erstellt.

## Indizierung
Biometrika wird indiziert in Biological Abstracts, BIOSIS Previews, CAB Abstracts, Current Contents/Agriculture, Biology, and Environmental Sciences, Current Contents/Life Sciences, Current Contents/Physical, Chemical and Earth Sciences, Current Index to Statistics, Journal Citation Reports/Science Edition, Mathematical Reviews, ProQuest, Research Papers in Economics, Science Citation Index und Zentralblatt MATH.